# Josef Marie Marjollet
Josef Marie Marjollet ( * 1823 - 1894 ) fue un notario, y botánico francés, de Savoy (Francia).
- La abreviatura «Marj.» se emplea para indicar a Josef Marie Marjollet como autoridad en la descripción y clasificación científica de los vegetales.[1]